# Gouvernement japonais
Le Gouvernement du Japon (日本国政府, Nihon/Nippon kokuseifu) est une monarchie constitutionnelle dans laquelle le pouvoir de l'empereur est limité et relégué à ses fonctions cérémonielles. Comme dans de nombreux autres États, le gouvernement se divise en trois branches : le pouvoir exécutif, le pouvoir législatif et le pouvoir judiciaire.
Le Gouvernement du Japon fonctionne dans le cadre établi par la Constitution du Japon en vigueur depuis le 3 mai 1947. Il s'agit d'un État unitaire, contenant quarante-sept divisions administratives, dans lequel l'empereur est son chef d'État. Son rôle est cérémoniel, il n'a aucun pouvoir au sein du gouvernement. Le Premier ministre est le chef du gouvernement et forme avec les ministres d'État le Cabinet du Japon. Il est élu par la Diète du Japon puis nommé par l'empereur.
La Diète nationale est le pouvoir législatif, organe de la branche législative. Celle-ci est bicamérale, composée de deux instances : la Chambre des conseillers qui est la chambre haute, et la Chambre des représentants qui est la chambre basse. Leurs membres sont directement élus par le peuple japonais. La Cour suprême et les cours inférieures forment le pouvoir judiciaire, et sont indépendantes des pouvoirs législatifs et exécutifs.

## Histoire

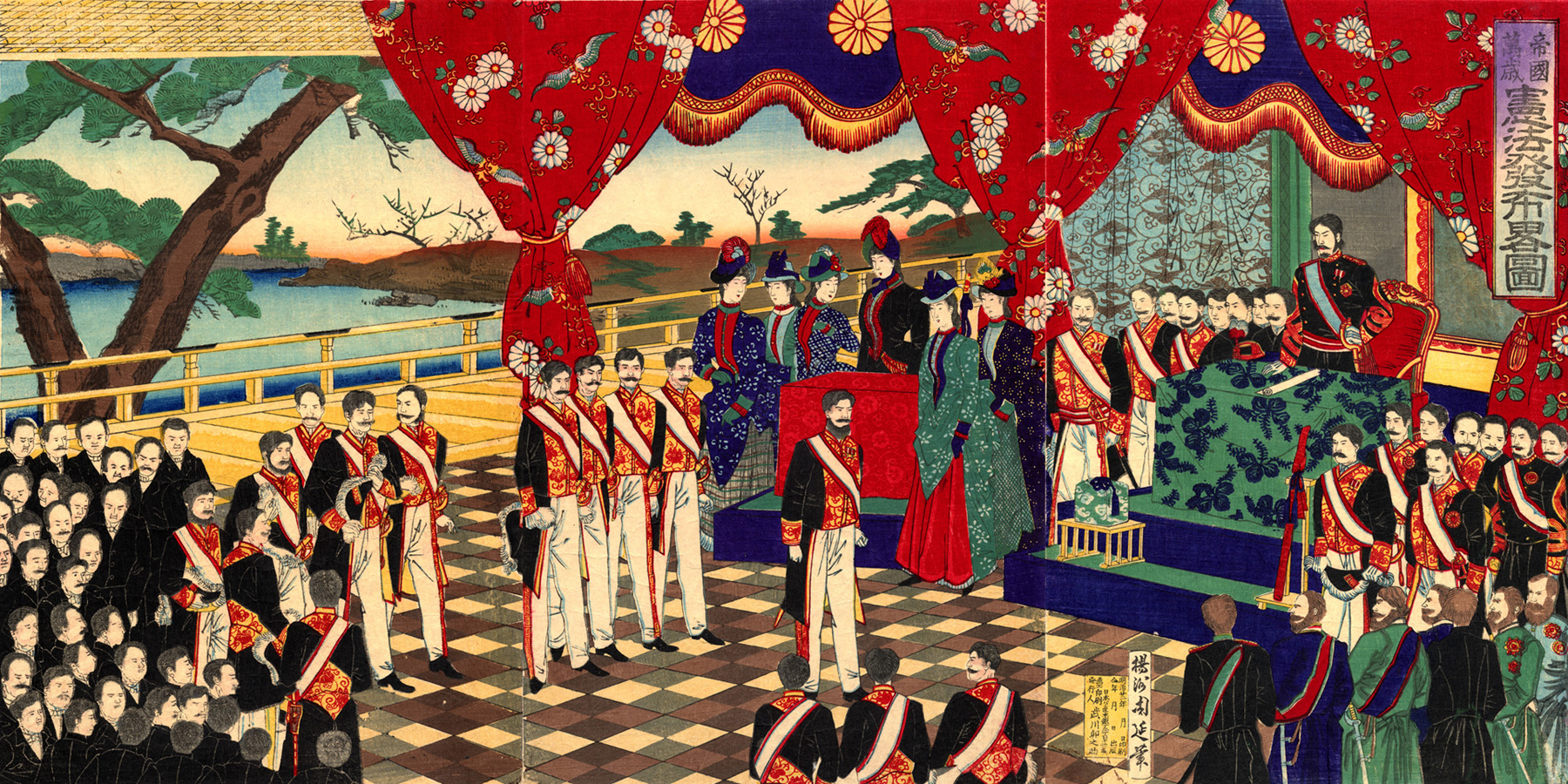
Promulgation de la Constitution de l'empire du Japon par Toyohara Chikanobu, 1889.

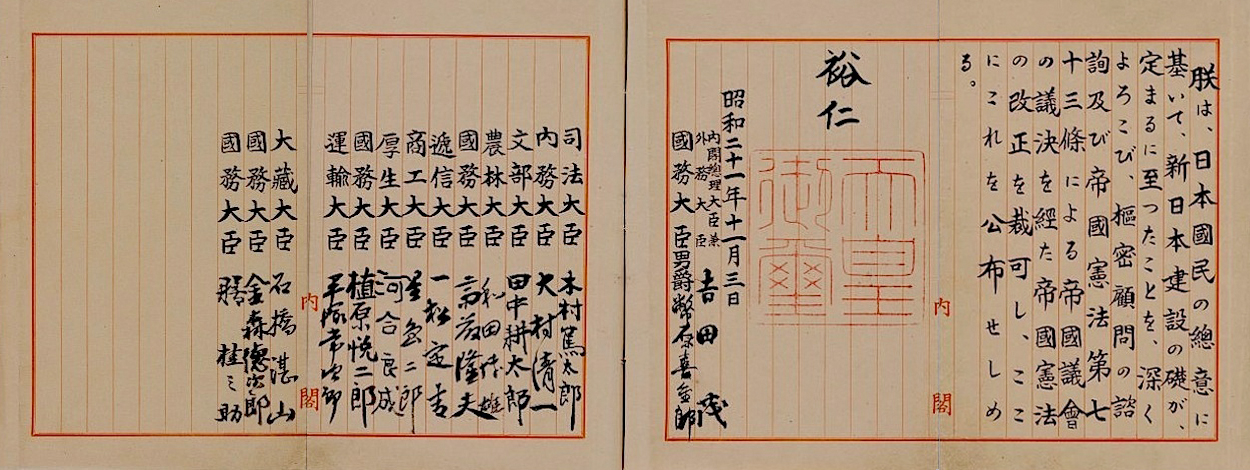
Constitution du Japon de 1947, exemplaire original.

Avant la restauration de Meiji en 1868, le Japon est successivement gouverné par des shoguns. Pendant cette période, la puissance du gouvernement est due au shogun, qui dirige le pays. Les shoguns sont alors des gouverneurs militaires se succédant de façon dynastique. Leur rang est un équivalent à celui de généralissime. Bien que l'empereur ait nommé le shogun, il ne prend pas part dans la gouvernance du pays, et s'en tient aux rôles cérémonieux. Une analogie est possible avec le rôle actuel de l'empereur du Japon, dont le rôle officiel est de nommer le Premier Ministre choisi par le Cabinet du Japon.
La restauration de Meiji a conduit à la démission du shogun Tokugawa Yoshinobu, qui accepte d'être aux ordres de l'empereur. Cet évènement rétablit un régime impérial dans le pays et la proclamation de l'empire du Japon. En 1889, la Constitution de l'empire du Japon fut adoptée dans un mouvement de renforcement du Japon dont la visée est de revenir au niveau des nations occidentales, en résulte le premier régime parlementaire à être instauré en Asie. Le gouvernement prend la forme d'un mélange entre monarchie constitutionnelle et absolue, disposant d'un pouvoir judiciaire indépendant, basé sur le modèle prussien.
Une nouvelle aristocratie connue sous le nom de kazoku a été créée. Il a fusionné l'ancienne noblesse de la cour de la période Heian, le kuge, et les anciens daimyōs, seigneurs féodaux subordonnés au shōgun. Il a également établi la Diète national, composée de la Chambre des Représentants et de la Chambre des Pairs. Les membres de la Chambre des pairs étaient constitués de la famille impériale, le Kazoku, et ceux nommés par l'empereur, tandis que les membres de la Chambre des représentants étaient élus au suffrage masculin direct. Malgré des distinctions claires entre les pouvoirs de l'exécutif et de l'Empereur dans la Constitution de Meiji, l'ambiguïté et les contradictions de la Constitution ont finalement conduit à une crise politique. Cela a également dévalorisé la notion de contrôle civil sur l'armée, ce qui signifiait que l'armée pouvait se développer et exercer une grande influence sur la politique.
Après la fin de la Seconde Guerre mondiale, la Constitution actuelle du Japon a été adoptée. Elle a remplacé l'ancien régime impérial par une forme de démocratie libérale de style occidental.
À partir de 2020, l'Institut de recherche japonais a constaté que le gouvernement national était principalement analogique, car seules 7,5 % (4000 des 55000) procédures administratives pouvaient être complétées entièrement en ligne. Le taux est de 7,8 % au ministère de l'Économie, du Commerce et de l'Industrie, 8 % au ministère de l'Intérieur et des Communications, et seulement 1,3 % au ministère de l'Agriculture, des Forêts et de la Pêche.
Le 12 février 2021, Tetsushi Sakamoto a été nommé ministre de la Solitude pour atténuer l'isolement social et la solitude à travers différents groupes d'âge et sexes.

## Empereur

Emblème impérial

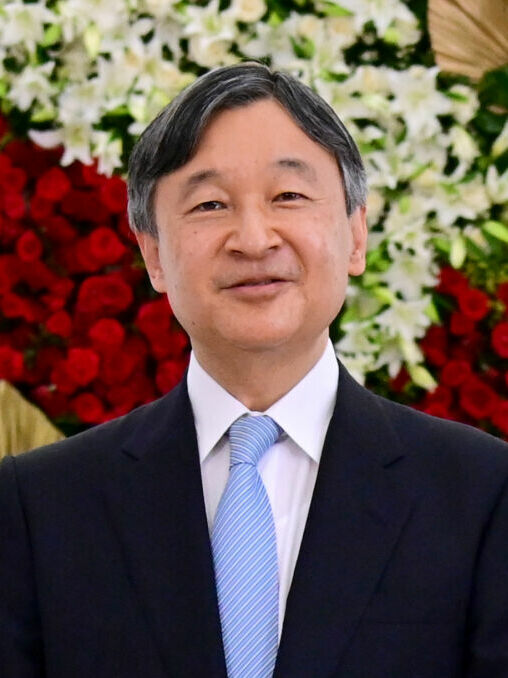
Naruhito, l'actuel empereur du Japon, en 2019.

L'empereur du Japon (天皇) est le chef de la famille impériale et le chef d'État de cérémonie. Il est défini par la Constitution comme « le symbole de l'État et de l'unité du peuple ». Cependant, il n'est pas le chef de l'exécutif nominal et il ne possède que certains pouvoirs cérémonieusement importants. Il n'a pas de pouvoirs réels liés au gouvernement, comme l'énonce clairement l'article 4 de la Constitution
L'article 6 de la Constitution du Japon délègue à l'Empereur les rôles cérémoniels suivants :
1. Nomination du Premier ministre désigné par la Diète.
2. Nomination du juge en chef de la Cour suprême désigné par le Cabinet.

Alors que le Cabinet est la source du pouvoir exécutif et que la plupart de ses pouvoirs sont exercés directement par le Premier ministre, plusieurs de ses pouvoirs sont exercés par l'Empereur. Les pouvoirs exercés par l'intermédiaire de l'Empereur, tels que stipulés par l'article 7 de la Constitution, sont :
1. Promulgation d'amendements à la constitution, aux lois, aux arrêtés ministériels et aux traités.
2. Convocation de la Diète.
3. Dissolution de la Chambre des représentants.
4. Proclamation de l'élection générale des membres de la Diète.
5. Attestation de la nomination et de la révocation des ministres d'État et autres fonctionnaires prévus par la loi, et des pleins pouvoirs et pouvoirs des ambassadeurs et des ministres.
6. Attestation d'amnistie générale et spéciale, commutation de peine, sursis et rétablissement des droits.
7. Remise des honneurs.
8. Attestation des instruments de ratification et autres documents diplomatiques prévus par la loi.
9. Accueil des ambassadeurs et ministres étrangers.
10. Exécution de fonctions cérémonielles.

L'empereur est connu pour détenir l'autorité cérémonielle nominale. Par exemple, l'Empereur est la seule personne habilitée à nommer le Premier ministre, même si la Diète a le pouvoir de désigner la personne apte à occuper le poste. Un tel exemple peut être vu en évidence dans la dissolution de 2009 de la Chambre des représentants. La Chambre devait être dissoute sur les conseils du premier ministre, mais n'a pas pu le faire temporairement pour les prochaines élections générales, car l'empereur et l'impératrice étaient tous deux en visite au Canada,.
De cette manière, le rôle moderne de l'empereur est souvent comparé à ceux de la période du shogunat et d'une grande partie de l'histoire du Japon, où l'empereur détenait une grande autorité symbolique mais avait peu de pouvoir politique, ce dernier étant souvent détenu par d'autres nommés nominalement par l'empereur lui-même. Aujourd'hui, un héritage s'est quelque peu poursuivi pour un Premier ministre à la retraite qui exerce toujours un pouvoir considérable, qu'on appellera un Shogun de l'ombre (闇将軍).
Contrairement à ses homologues européens, l'Empereur n'est pas la source du pouvoir souverain et le gouvernement n'agit pas en son nom. Au lieu de cela, l'empereur représente l'État et nomme d'autres hauts fonctionnaires au nom de l'État, dans lequel le peuple japonais détient la souveraineté. L'article 5 de la Constitution, conformément à la loi sur la maison impériale, permet d'établir une régence au nom de l'empereur, si l'empereur est incapable d'exercer ses fonctions.
Le 20 novembre 1989, la Cour suprême a statué qu'elle n'avait pas de pouvoir judiciaire sur l'empereur.
On dit que la Maison impériale du Japon est la plus ancienne monarchie héréditaire au monde. Selon le Kojiki et le Nihon shoki, le Japon a été fondé par la Maison impériale en 660 av. J.-C. par l'empereur Jinmu (神武天皇). L'empereur Jimmu fut le premier empereur du Japon et l'ancêtre de tous les empereurs qui ont suivi. Il est, selon la mythologie japonaise, le descendant direct d'Amaterasu (天照大御神), la déesse du soleil de la religion shinto indigène, par l'intermédiaire de Ninigi-no-Mikoto, son arrière-grand-père,.
L'Empereur Actuel du Japon (今上天皇) est Naruhito. Il a été officiellement intronisé le 1er mai 2019, à la suite de l'abdication de son père,. Il est nommé Sa Majesté Impériale (天皇陛下), et son règne porte le nom d'ère Reiwa (令和). Fumihito d'Akishino est l'héritier présomptif du trône du chrysanthème.

## Pouvoir exécutif
La branche exécutive du Japon est dirigée par le Premier ministre. Le Premier ministre est le chef du Cabinet et est désigné par l'organe législatif, la Diète nationale. Le Cabinet se compose des ministres d'État et peut être nommé ou révoqué par le Premier ministre à tout moment. Définie explicitement comme la source du pouvoir exécutif, elle est cependant en pratique principalement exercée par le Premier ministre. L'exercice de ses pouvoirs est responsable devant la Diète, et dans l'ensemble, si le Cabinet perd la confiance et le soutien pour être au pouvoir par la Diète, la Diète peut révoquer le Cabinet en masse avec une motion de censure.

### Premier Ministre

Emblème du Premier ministre du Japon

Le Premier ministre du Japon (内閣総理大臣) est désigné par la Diète nationale et a un mandat de quatre ans ou moins ; aucune limite n'est imposée quant au nombre de mandats que le premier ministre peut exercer. Le Premier ministre dirige le Cabinet et exerce « le contrôle et la supervision » de la branche exécutive, et est le chef du gouvernement et le commandant en chef des Forces japonaises d'autodéfense. Le Premier ministre est investi du pouvoir de présenter des projets de loi à la Diète, de signer des lois, de déclarer l'état d'urgence et peut également dissoudre la Chambre des représentants de la Diète à sa guise. Il ou elle préside le Cabinet et nomme ou révoque les autres ministres du Cabinet.
Les deux chambres de la Diète nationale désignent le Premier ministre avec un scrutin majoritaire ou scrutin à deux tours. En vertu de la Constitution, si les deux chambres ne s'entendent pas sur un candidat commun, un comité conjoint est autorisé à être établi pour se mettre d'accord sur la question ; spécifiquement dans un délai de dix jours, hors période de vacances parlementaires. Cependant, si les deux chambres ne sont toujours pas d'accord, la décision prise par la Chambre des représentants est réputée être celle de la Diète nationale. Lors de la désignation, le Premier ministre est présenté avec leur commission, puis officiellement nommé à son office par l'empereur.
En tant que candidat désigné par la Diète, il ou elle est tenu de se présenter à la Diète chaque fois que cela lui est demandé. Le Premier ministre doit également être à la fois un civil et un membre de l'une ou l'autre des chambres de la Diète.
Pour une liste des premiers ministres avant 2001, voir Liste des Premiers ministres du Japon.
| No. | Nom (Français)     | Nom (Japonais) | Genre | Entrée en Office  | Fin de l'Office   | Mandat | Alma Mater                                           |
| --- | ------------------ | -------------- | ----- | ----------------- | ----------------- | ------ | ---------------------------------------------------- |
| 1   | Jun'ichirō Koizumi | 小泉 純一郎    | Homme | 26 avril 2001,.   | 26 septembre 2006 | 5 ans  | Université Keiō University College de Londres        |
| 2   | Shinzō Abe         | 安倍 晋三      | Homme | 26 septembre 2006 | 26 septembre 2007 | 1 an   | Université de Seikei Université de Californie du Sud |
| 3   | Yasuo Fukuda       | 福田 康夫      | Homme | 26 septembre 2007 | 24 septembre 2008 | 1 an   | Université Waseda                                    |
| 4   | Tarō Asō           | 麻生 太郎      | Homme | 24 septembre 2008 | 16 septembre 2009 | 1 an   | Université Gakushūin                                 |
| 5   | Yukio Hatoyama     | 鳩山 由紀夫    | Homme | 16 septembre 2009 | 2 juin 2010       | 1 an   | Université de Tokyo Université Stanford              |
| 6   | Naoto Kan          | 菅 直人        | Homme | 2 juin 2010       | 2 septembre 2011  | 1 an   | Université de technologie de Tokyo                   |
| 7   | Yoshihiko Noda     | 野田 佳彦      | Homme | 2 septembre 2011  | 26 décembre 2012, | 1 an   | Université Waseda                                    |
| 8   | Shinzō Abe         | 安倍 晋三      | Homme | 26 décembre 2012  | 16 septembre 2020 | 7 ans  | Université de Seikei                                 |
| 9   | Yoshihide Suga     | 菅 義偉        | Homme | 16 septembre 2020 | 4 octobre 2021    | 1 an   | Université Hōsei                                     |
| 10  | Fumio Kishida      | 岸田文雄       | Homme | 4 octobre 2021    | 1er octobre 2024  | 4 ans  | Université Waseda                                    |
| 11  | Shigeru Ishiba     | 石破茂         | Homme | 1er octobre 2024  | –                 | –      | Université Keiō                                      |

※ Au 21 mai 2025

### Cabinet du Japon

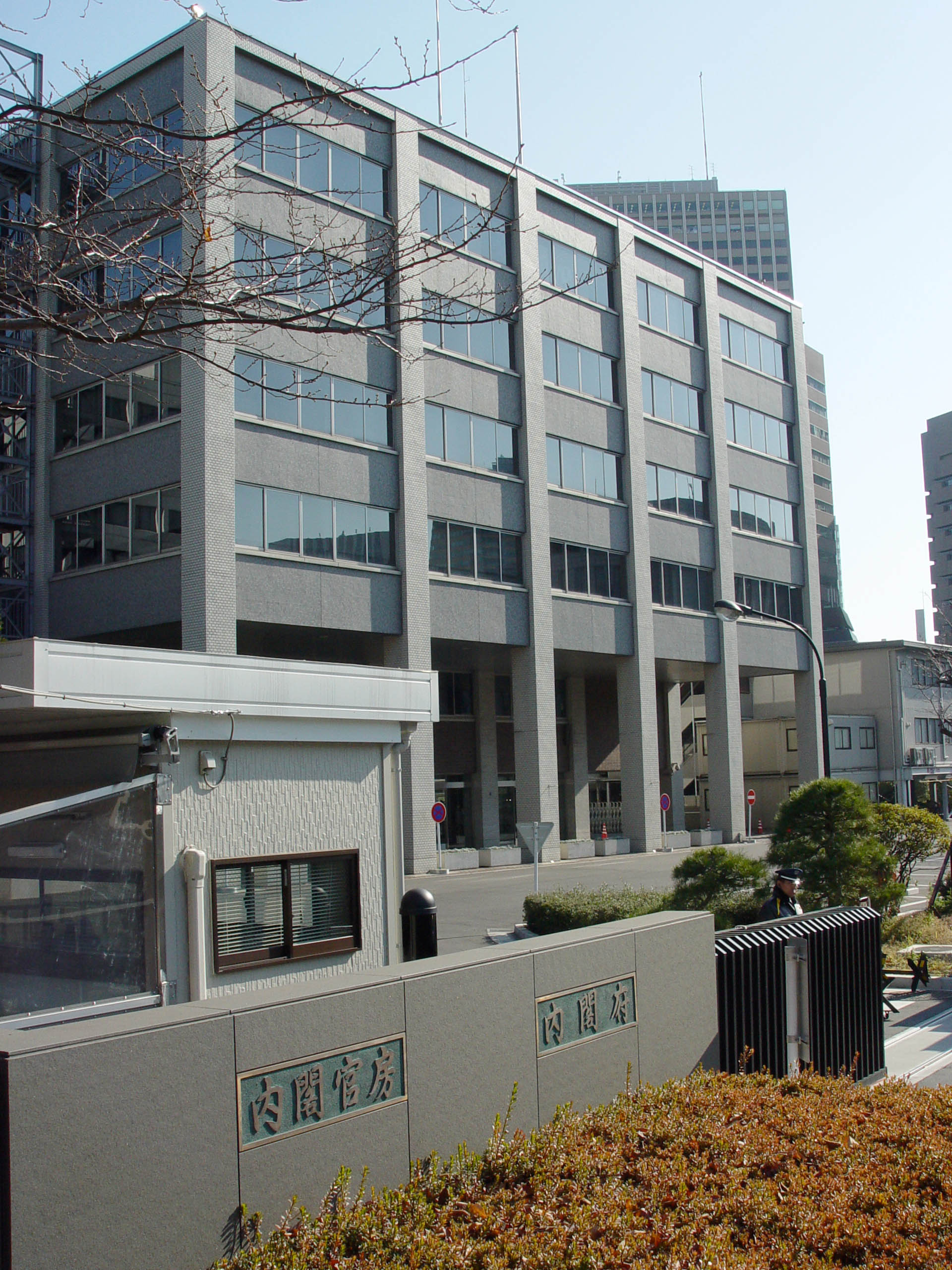
Immeuble de bureaux du Cabinet

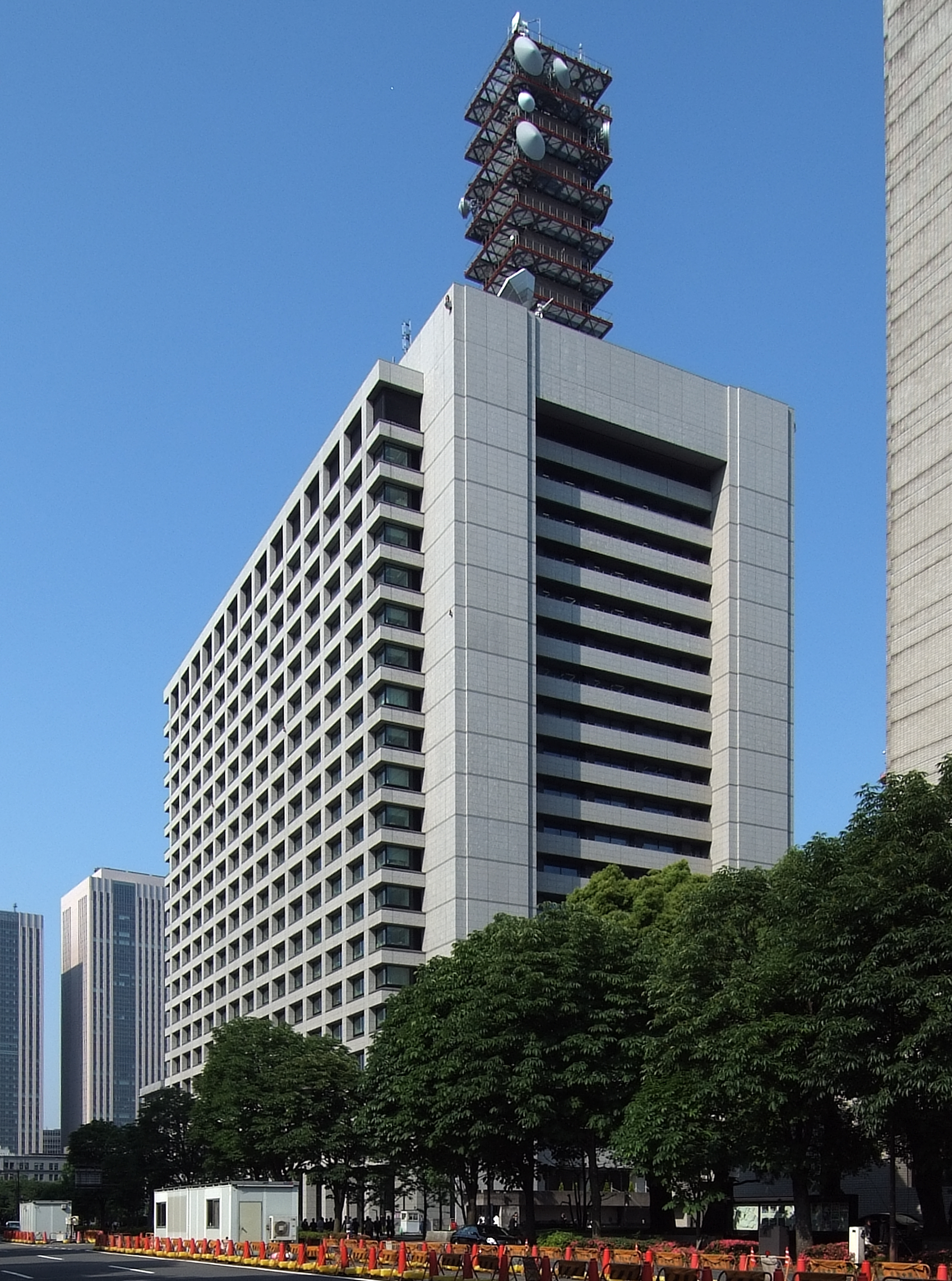
2e bâtiment du gouvernement central

Le Cabinet du Japon (内閣) se compose des ministres d'État et du Premier ministre. Les membres du Cabinet sont nommés par le Premier ministre et, en vertu de la loi sur le Cabinet, le nombre de membres du Cabinet nommés, à l'exclusion du Premier ministre, doit être inférieur ou égal à quatorze, mais ne peut être porté à dix-neuf qu'en cas de besoin particulier,. L'article 68 de la Constitution stipule que tous les membres du Cabinet doivent être des civils et que la majorité d'entre eux doivent être choisis parmi les membres de l'une ou l'autre des chambres de la Diète nationale. La formulation précise laisse au Premier ministre la possibilité de nommer des fonctionnaires de la Diète non élus. Le Cabinet est tenu de démissionner en masse tout en poursuivant ses fonctions, jusqu'à la nomination d'un nouveau Premier ministre, lorsque se présente la situation suivante, :
1. La Chambre des représentants de la Diète adopte une résolution de non-confiance ou rejette une résolution de confiance, à moins que la Chambre des représentants ne soit dissoute dans les dix jours suivants.
2. En cas de vacance du poste de Premier ministre, ou lors de la première convocation de la Diète après une élection générale des membres de la Chambre des représentants.

Tirant théoriquement sa légitimité de la Diète, devant laquelle il est responsable, le Cabinet exerce son pouvoir de deux manières différentes. En pratique, une grande partie de son pouvoir est exercé par le Premier ministre, tandis que d'autres sont exercés nominalement par l'Empereur.
L'article 73 de la Constitution du Japon prévoit que le Cabinet exerce les fonctions suivantes, en plus de l'administration générale :
1. Administration fidèle de la loi; conduite des affaires de l'État.
2. Gérance des affaires étrangères.
3. Conclusion des traités. Toutefois, il doit obtenir l'approbation préalable ou, selon le cas, ultérieure de la Diète.
4. Administration de la fonction publique conformément aux normes établies par la loi.
5. Préparation du budget et sa présentation à la Diète.
6. Promulgation des arrêtés ministériels afin d'exécuter les dispositions de la présente Constitution et de la loi. Toutefois, il ne peut inclure de dispositions pénales dans de tels arrêtés ministériels, à moins que cette loi ne l'y autorise.
7. Prise de décision de l'amnistie générale, de l'amnistie spéciale, de la commutation de peine, du sursis et du rétablissement des droits.

Aux termes de la Constitution, toutes les lois et arrêtés ministériels doivent être signés par le ministre compétent et contresignés par le Premier ministre, avant d'être formellement promulgués par l'Empereur. De même, tous les membres du Cabinet ne peuvent faire l'objet de poursuites judiciaires sans le consentement du Premier ministre ; cependant, sans porter atteinte au droit d'intenter une action en justice.
Pour une liste mise à jour des membres du Cabinet, voir Cabinet actuel du Japon.
| Office | Titulaire            |
| --- | -------------------- |
| Premier ministre | Yoshihide Suga       |
| Vice-Premier ministre du Japon Ministre des Finances Ministre d'État aux Services financiers Ministre d'État à la lutte contre la déflation | Shunichi Suzuki,     |
| Ministre des Affaires intérieures et des Communications Ministre d'État chargé de la Sécurité sociale et du Numéro fiscal | Masatoshi Ishida     |
| Ministre de la Justice | Yoshihisa Furukawa   |
| Ministre des Affaires étrangères | Toshimitsu Motegi    |
| Ministre de l'Éducation, de la Culture, des Sports, des Sciences et de la Technologie Ministre d'État à la Reconstruction de l'éducation | Masahiko Shibayama   |
| Ministère de la Santé, du Travail et des Affaires sociales Minister for Working-style Reform | Takumi Nemoto        |
| Ministre de l'Agriculture, des Forêts et de la Pêche | Takamori Yoshikawa   |
| Ministre de l'Économie, du Commerce et de l'Industrie Ministre d'État à la Compétitivité Industrielle Ministre d'État à la coopération économique avec la Russie Ministre d'État chargé de la réponse à l'impact économique de l'accident nucléaire de Fukushima Ministre d'État à la Société d'indemnisation des dommages nucléaires et de facilitation du déclassement                                                                                | Isshu Sugawara (en)  |
| Ministre du Territoire, des Infrastructures, des Transports et du Tourisme Ministre d'État à la politique du cycle de l'eau | Kazuyoshi Akaba      |
| Ministre de l'Environnement Ministre d'État à la Protection civile nucléaire | Tsuyoshi Yamaguchi   |
| Ministère de la Défense | Nobuo Kishi          |
| Secrétaire général du Cabinet Ministre d'État chargé de l'atténuation de l'impact des forces américaines à Okinawa | Katsunobu Katō       |
| Ministre pour la Reconstruction Ministre d'État chargé de la coordination des politiques globales pour la reprise après l'accident nucléaire de Fukushima | Kazunori Tanaka (en) |
| Président de la Commission nationale de sécurité publique Ministre d'État pour le renforcement de la résilience nationale Ministre d'État à la gestion des catastrophes | Junzo Yamamoto (en)  |
| Ministre de la Promotion de l'engagement dynamique de tous les citoyens Ministre d'État à la Réforme administrative Ministre d'État à la Réforme de la fonction publique Ministre d'État aux Affaires territoriales Ministre d'État aux Affaires d'Okinawa et des Territoires du Nord Ministre d'État à la consommation et à la sécurité alimentaire Ministre d'État aux mesures pour la baisse de la natalité Ministre d'État à la politique océanique | Tarō Kōno            |
| Ministre d'État à la politique des technologies de l'information Ministre d'État à la stratégie Cool Japan Ministre d'État à la Stratégie de la propriété intellectuelle Ministre d'État à la Politique scientifique et technologique Ministre d'État à la politique spatiale | Takuya Hirai         |
| Ministre d'État à la Politique économique et fiscale Ministre d'État à la Réforme de la Sécurité sociale Ministre d'État chargé du TPP et des négociations commerciales entre le Japon et les États-Unis | Yasutoshi Nishimura  |
| Ministre d'État à la revitalisation régionale Ministre d'État à la Réforme réglementaire Ministre d'État à l'Égalité des genres Ministre d'État à l'autonomisation des femmes | Seiko Hashimoto      |

※ Au 16 septembre 2020

### Ministères

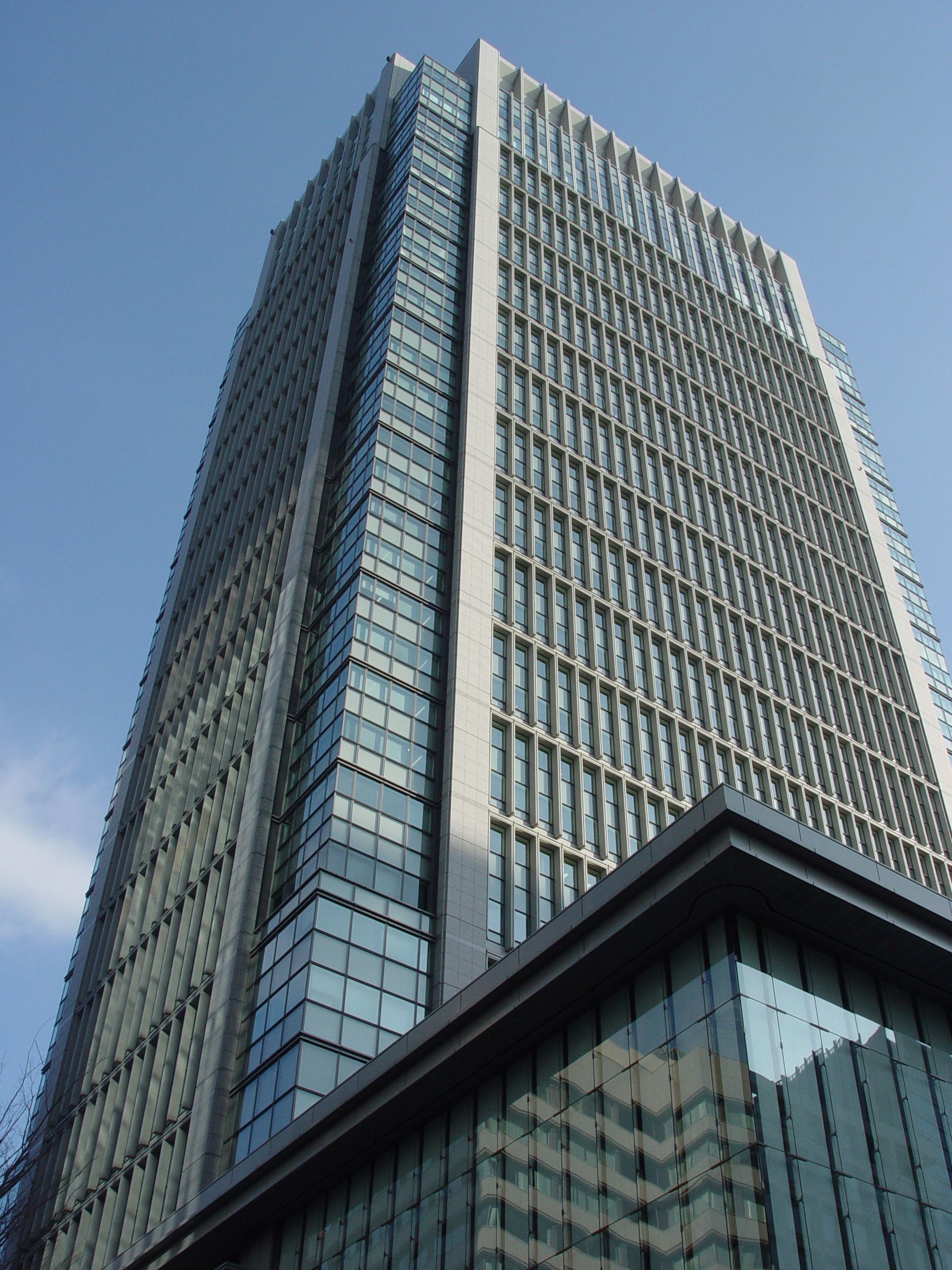
Immeuble de bureaux de l'Agence des affaires culturelles

Les ministères du Japon (行政機関) se composent de onze ministères et du Bureau du Cabinet. Chaque ministère est dirigé par un ministre d'État, composé principalement de hauts législateurs, et nommé parmi les membres du Cabinet par le Premier ministre. Le Cabinet Office, officiellement dirigé par le Premier ministre, est une agence qui gère les affaires courantes du Cabinet. Les ministères sont la partie la plus influente du pouvoir exécutif exercé quotidiennement, et puisque peu de ministres servent pendant plus d'un an environ, nécessaire pour s'emparer de l'organisation, la majeure partie de son pouvoir réside dans les hauts fonctionnaires.
- Bureau du Cabinet
  - Commission nationale de sécurité publique
    - Agence nationale de police

  - Agence de la consommation
  - Agence de services financiers
  - Commission du commerce équitable
  - Commission de la sécurité alimentaire
  - Commission de la protection des informations personnelles
  - Agence impériale

※Gère la maison impériale.
- Agence pour la Reconstruction
- Ministère des Affaires intérieures et des Communications
  - Commission de coordination des litiges environnementaux
  - Agence de gestion des incendies et des catastrophes
- Ministère de la Justice
  - Commission d'examen de la sécurité publique
  - Agence d'investigation de sécurité publique
  - Bureau des procureurs
- Ministère des Affaires étrangères
- Ministère des Finances
  - Agence nationale des impôts
- Ministère de la Défense
  - Agence d'acquisition, de technologie et de logistique
  - Forces japonaises d'autodéfense (Terre / Mer / Air)
- Ministère de l'Éducation, de la Culture, des Sports, des Sciences et de la Technologie (MEXT)
  - Agence pour les Affaires culturelles

※ Promeut les arts et la culture, gère les droits d'auteur, ainsi que le financement d'événements culturels dans les domaines de la musique, du théâtre, de la danse, des expositions d'art et de la réalisation de films, et apporte des améliorations à la langue nationale.
- - Agence pour les sports
- Ministère de la Santé, du Travail et des Affaires sociales
  - Service des retraites
  - Commission des relations de travail
- Ministère de l'Agriculture, des Forêts et de la Pêche
  - Agence des Forêts
  - Agence de la Pêche
- Ministère de l'Économie, du Commerce et de l'Industrie (METI)
  - Agence des ressources naturelles et de l'énergie
  - Agence pour les Petites et Moyennes Entreprises
  - Office des brevets

※ Administre les lois relatives aux brevets, aux modèles d'utilité, aux dessins et aux marques.
- Ministère du Territoire, des Infrastructures, des Transports et du Tourisme (MLIT)
  - Japan Transport Safety Board
  - Agence japonaise du tourisme
  - Agence météorologique du Japon
  - Garde côtière du Japon

※Au 14 octobre 2018,
Le Conseil d'audit (会計検査院) est le seul organe unique du gouvernement ; dans lequel, le Conseil est totalement indépendant de la Diète et du Cabinet. Il examine les dépenses du gouvernement et soumet un rapport annuel à la Diète. L'article 90 de la Constitution du Japon et la loi sur le Conseil d'audit de 1947 confèrent à cet organe une indépendance substantielle vis-à-vis des deux contrôles.

## Pouvoir législatif

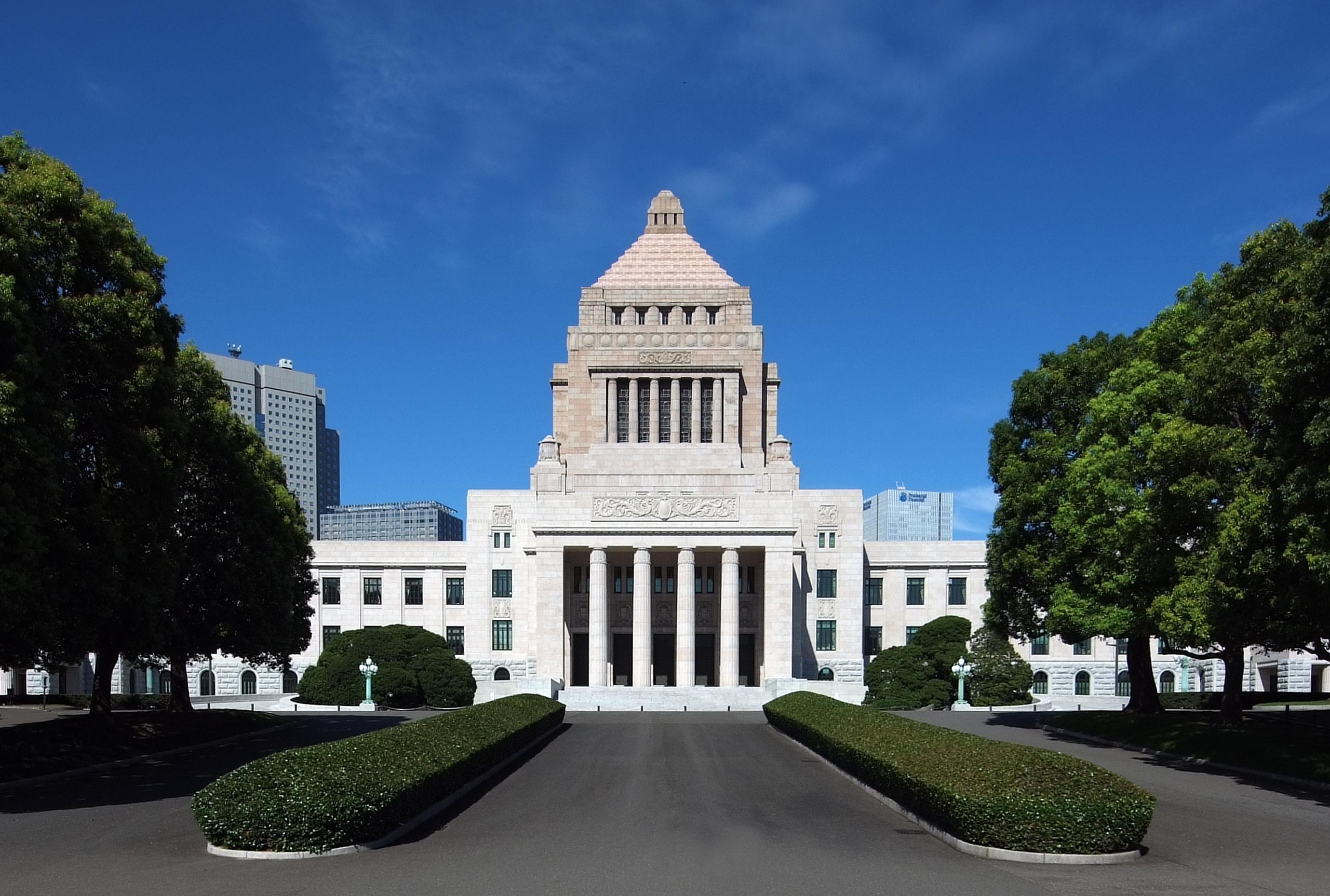
Bâtiment de la Diète nationale, Nagata, Chiyoda, Tokyo

L'organe législatif du Japon est la Diète nationale (国会). C'est une législature bicamérale, composée d'une chambre basse, la Chambre des représentants, et d'une chambre haute, la Chambre des conseillers. Habilité par la Constitution à être « l'organe suprême du pouvoir de l'État » et le seul « organe législatif unique de l'État », ces chambres sont à la fois élues au suffrage direct selon un système de vote parallèle et la Constitution garantit qu'il n'y a aucune discrimination sur les qualifications de chacun des membres ; qu'elle soit fondée sur « la race, la croyance, le sexe, le statut social, l'origine familiale, l'éducation, la propriété ou le revenu ». La Diète nationale reflète donc la souveraineté du peuple ; un principe de souveraineté populaire selon lequel le pouvoir suprême appartient, dans ce cas, au peuple japonais,.
Les responsabilités de la Diète comprennent l'élaboration des lois, l'approbation du budget national annuel, l'approbation de la conclusion des traités et la sélection du Premier ministre. En outre, il a le pouvoir d'initier des projets d'amendements constitutionnels qui, s'ils sont approuvés, doivent être présentés au peuple pour ratification lors d'un référendum avant d'être promulgués par l'Empereur au nom du peuple. La Constitution permet également aux deux chambres de mener des enquêtes concernant le gouvernement, d'exiger la présence et la déposition de témoins et la production de documents, ainsi que l'autorisation à l'une ou l'autre chambre de la Diète d'exiger la présence du Premier ministre ou les autres ministres d'État, afin de donner des réponses ou des explications chaque fois que cela est nécessaire. La Diète peut également destituer les juges de la Cour reconnus coupables de conduite criminelle ou irrégulière. La Constitution, cependant, ne précise pas les méthodes de vote, le nombre de membres de chaque chambre, et toutes les autres questions relatives à la méthode d'élection de chacun des membres; ces derniers sont donc autorisés à être déterminés par la loi.
En vertu des dispositions de la Constitution et de la loi, tous les adultes âgés de plus de 18 ans ont le droit de voter, au scrutin secret et au suffrage universel, et les élus bénéficient de certaines protections contre l'appréhension pendant la session de la Diète. Les discours, les débats et les votes exprimés à la Diète bénéficient également de privilèges parlementaires. Chaque chambre est responsable de la discipline de ses propres membres, et toutes les délibérations sont publiques à moins que les deux tiers ou plus des membres présents adoptent une résolution en acceptant le contraire. La Diète requiert également la présence d'au moins un tiers des membres de l'une ou l'autre des chambres afin de constituer un quorum. Toutes les décisions sont prises à la majorité des présents, sauf disposition contraire de la Constitution, et en cas d'égalité, le président de séance a le droit de trancher la question. Un membre ne peut cependant être expulsé, à moins qu'une majorité des deux tiers ou plus des membres présents adopte une résolution à cet effet.
En vertu de la Constitution, au moins une session de la Diète doit être convoquée chaque année. Le Cabinet peut également, à volonté, convoquer des sessions extraordinaires de la Diète et est tenu de le faire, lorsqu'un quart ou plus du total des membres de l'une ou l'autre chambre le demande. Lors d'une élection, seule la Chambre des représentants est dissoute. La Chambre des conseillers n'est cependant pas dissoute mais seulement fermée, et peut, en cas d'urgence nationale, être convoquée pour une session d'urgence. L'Empereur convoque à la fois la Diète et dissout la Chambre des représentants, mais ne le fait que sur l'avis du Cabinet,.
Pour devenir loi, les projets de loi doivent d'abord être votés par les deux chambres de la Diète nationale, signés par les ministres d'État, contresignés par le premier ministre, puis finalement promulgués par l'empereur. Il n'est cependant pas spécifiquement donné à l'Empereur le pouvoir de s'opposer à la législation.

### Chambre des représentants

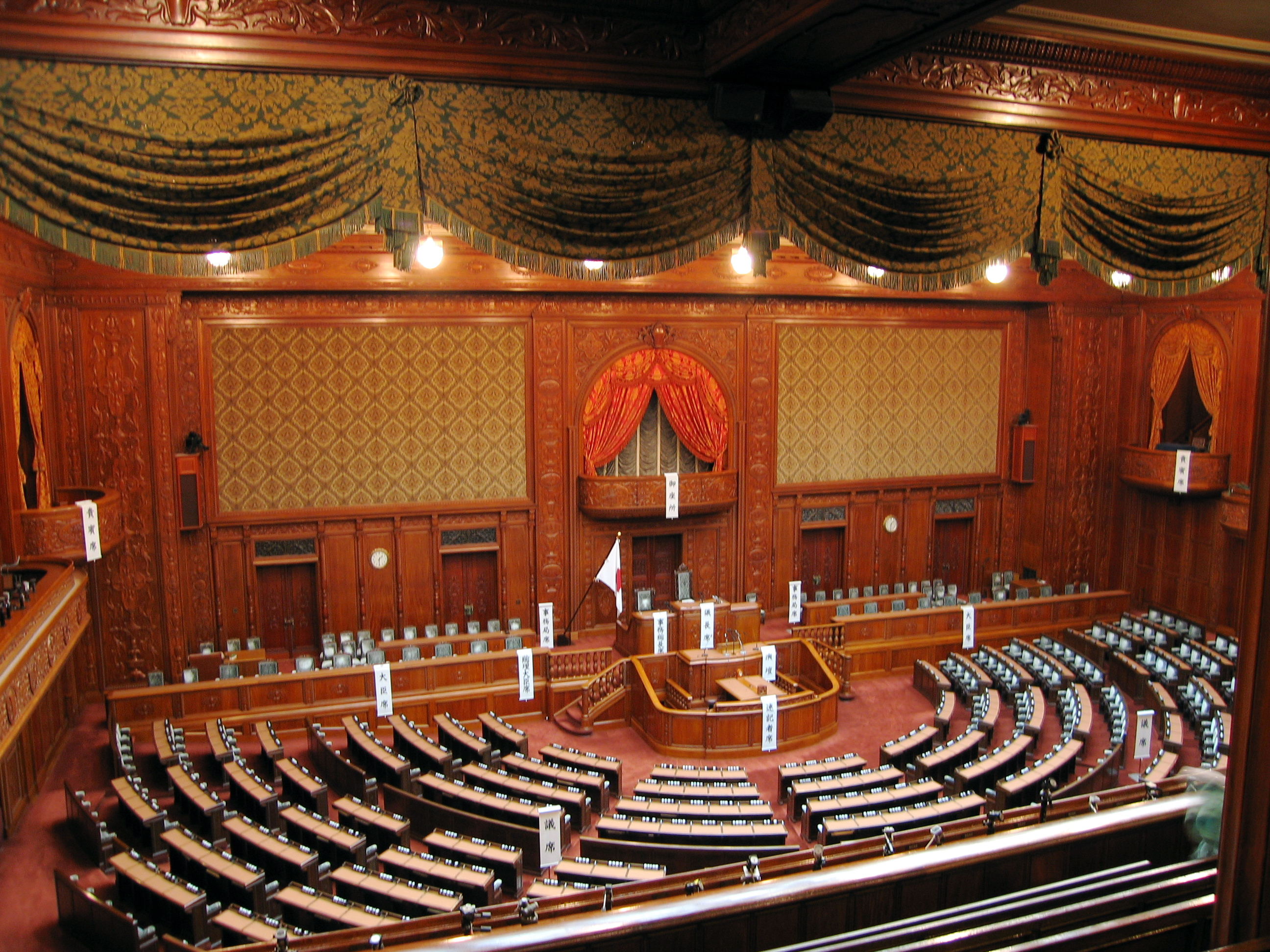
Chambre de la Chambre des représentants

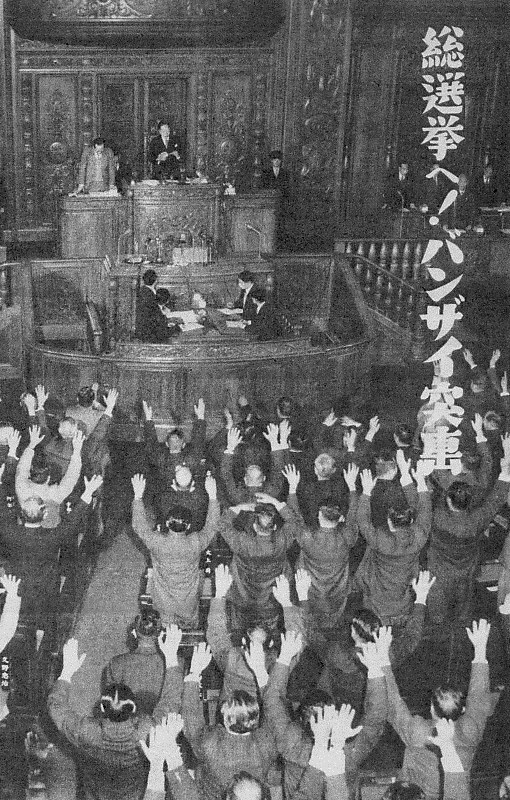
Banzai lors de la dissolution de la Chambre des représentants (1953)

La Chambre des représentants du Japon (衆議院) est la chambre basse, les membres de la chambre étant élus une fois tous les quatre ans ou, en cas de dissolution, pour un mandat de quatre ans. 18 novembre 2017, elle comptait 465 membres. Parmi ceux-ci, 176 députés sont élus dans 11 circonscriptions plurinominales au scrutin de liste à la proportionnelle, et 289 sont élus dans des circonscriptions uninominales. 233 sièges sont requis pour la majorité. Des deux chambres, la Chambre des représentants est la plus puissante. Elle est capable de passer outre aux vetos sur les projets de loi imposés par la Chambre des conseillers avec une majorité des deux tiers. Elle peut cependant être dissoute à volonté par le Premier ministre. Les membres de la maison doivent être de nationalité japonaise ; ceux âgés de 18 ans et plus peuvent voter, tandis que ceux âgés de 25 ans et plus peuvent se présenter aux élections à la chambre basse.
Les pouvoirs législatifs de la Chambre des représentants sont considérés comme plus puissants que ceux de la Chambre des conseillers. Alors que la Chambre des conseillers a le pouvoir d'opposer son veto à la plupart des décisions prises par la Chambre des représentants, certaines ne peuvent cependant être que retardées. Cela comprend la législation des traités, le budget et la sélection du Premier ministre. Le Premier ministre, et collectivement son Cabinet, peut à son tour, cependant, dissoudre la Chambre des représentants chaque fois qu'il le souhaite. Alors que la Chambre des représentants est considérée comme officiellement dissoute lors de la préparation du document, la Chambre n'est officiellement dissoute que par la cérémonie de dissolution. La cérémonie de dissolution de la Chambre est la suivante :
1. Le document est tamponné par l'Empereur et enveloppé dans un drap de soie violet ; une indication d'un acte d'état, fait au nom du peuple.
2. Le document est transmis au secrétaire en chef du cabinet dans la salle de réception du président de la Chambre des représentants.
3. Le document est apporté à la Chambre pour préparation par le Secrétaire général.
4. Le secrétaire général prépare le document pour lecture par le président.
5. Le président de la Chambre des représentants prononce rapidement la dissolution de la Chambre.
6. La Chambre des représentants est formellement dissoute.

Il est de coutume que, lors de la dissolution de la Chambre, les membres crient un Triple Banzai (萬歲),.

### Chambre des conseillers

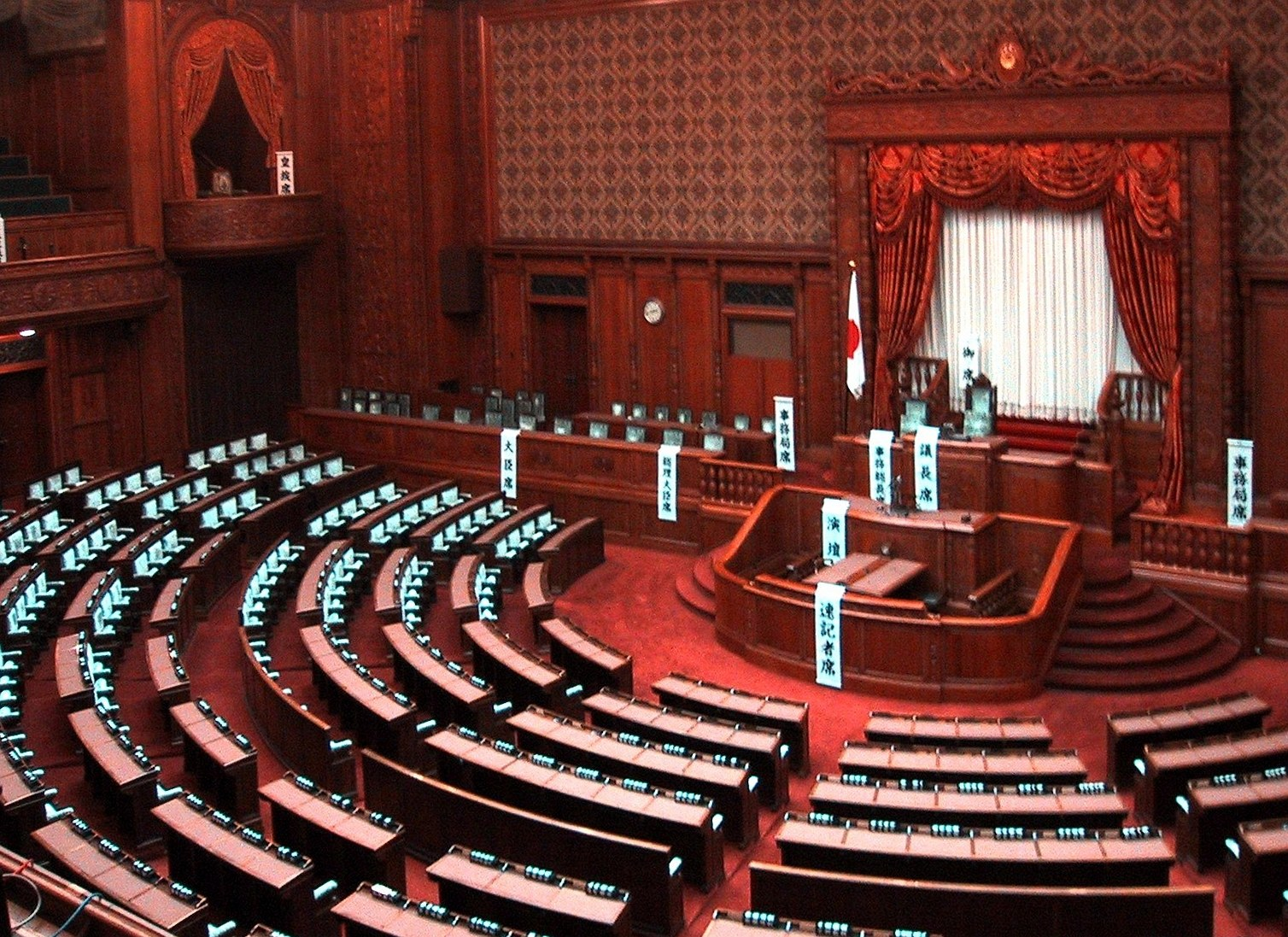
Chambre de la Chambre des conseillers

La Chambre des conseillers du Japon (参議院) est la chambre haute, dont la moitié des membres sont élus une fois tous les trois ans, pour un mandat de six ans. Au 18 novembre 2017, elle comptait 242 membres. Parmi ceux-ci, 73 sont élus sur les 47 circonscriptions préfectorales, au suffrage unique non transférable, et 48 sont élus sur une liste nationale au scrutin proportionnel avec listes ouvertes. La Chambre des conseillers ne peut pas être dissoute par le Premier ministre. Les membres de la maison doivent être de nationalité japonaise ; ceux âgés de 18 ans et plus peuvent voter, tandis que ceux âgés de 30 ans et plus peuvent se présenter aux élections à la chambre haute.
Comme la Chambre des conseillers peut opposer son veto à une décision prise par la Chambre des représentants, la Chambre des conseillers peut amener la Chambre des représentants à reconsidérer sa décision. La Chambre des représentants peut cependant encore insister sur sa décision en écrasant le veto de la Chambre des conseillers à la majorité des deux tiers de ses membres présents. Chaque année, et en cas de besoin, la Diète nationale est convoquée à la Chambre des conseillers, sur l'avis du Cabinet, pour une session extraordinaire ou ordinaire, par l'Empereur. Cependant, un bref discours est généralement prononcé d'abord par le président de la Chambre des représentants avant que l'empereur ne procède à la convocation de la Diète avec son discours du Trône.

## Pouvoir judiciaire

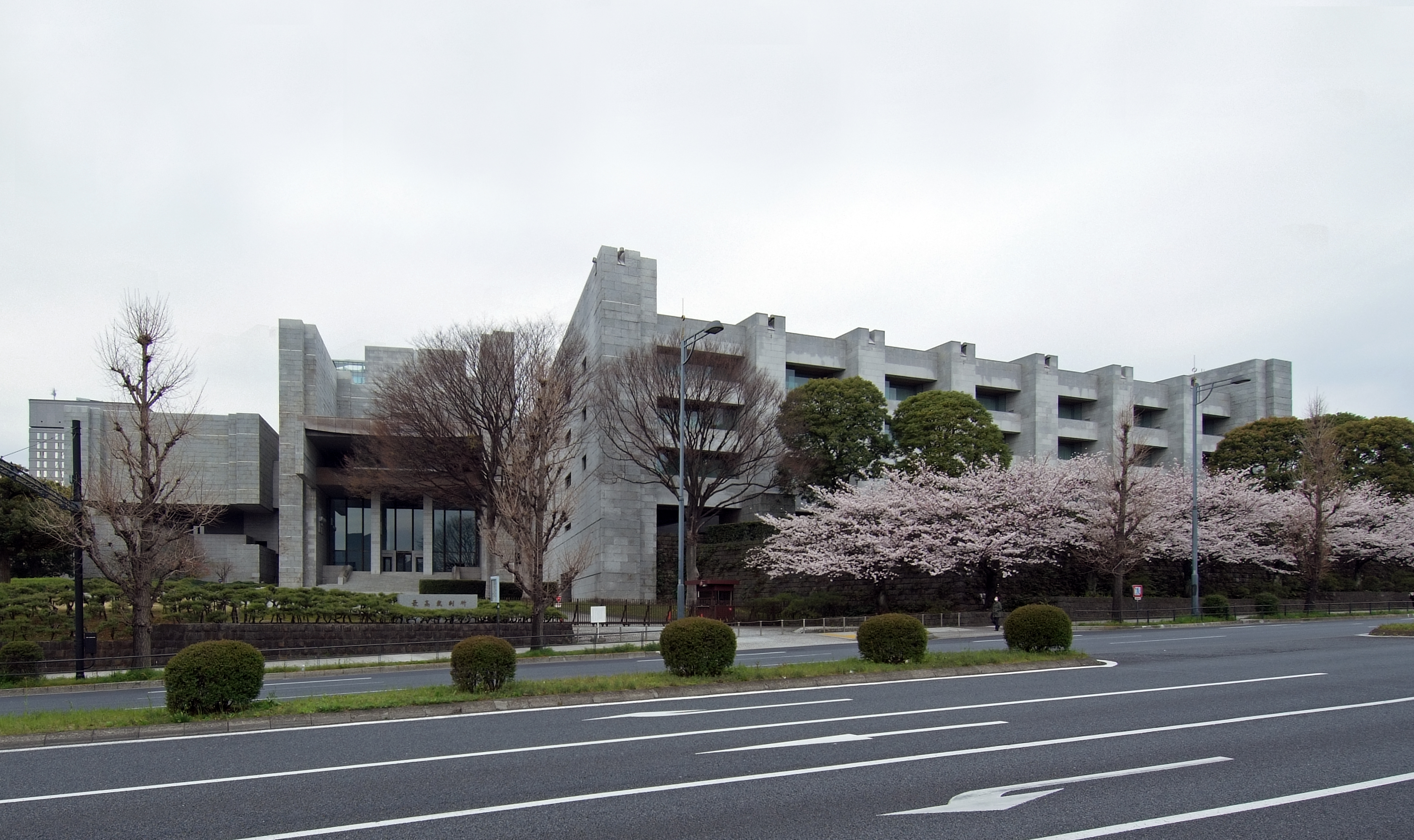
Bâtiment de la Cour suprême, Chiyoda, Tokyo

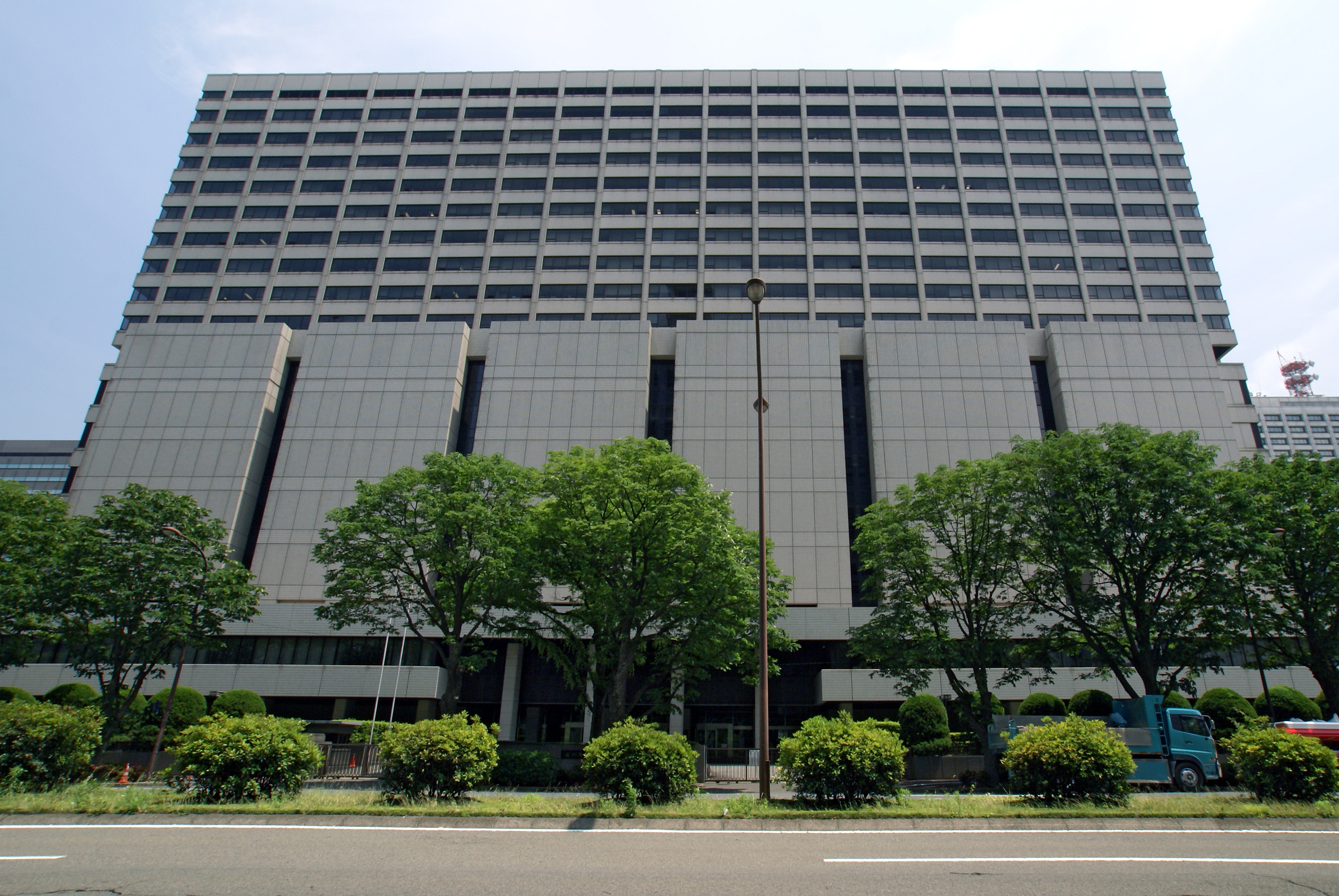
Bâtiment de la Haute Cour de Tokyo

La branche judiciaire du Japon se compose de la Cour suprême et de quatre autres tribunaux inférieurs; les Hautes Cours, les Cours de District, les tribunaux d'affaires familiales et les tribunaux sommaires. Divisée en quatre niveaux de base, l'indépendance de la Cour vis-à-vis des pouvoirs exécutif et législatif est garantie par la Constitution, et est énoncée comme suit : « aucun tribunal extraordinaire ne sera établi, et aucun organe ou agence de l'Exécutif ne sera doté d'un pouvoir judiciaire final » ; une caractéristique connue sous le nom de séparation des pouvoirs. L'article 76 de la Constitution stipule que tous les juges de la Cour sont indépendants dans l'exercice de leur propre conscience et qu'ils ne sont liés que par la Constitution et les lois. Les juges des tribunaux ne sont révocables que par mise en accusation publique et ne peuvent être révoqués, sans mise en accusation, que lorsqu'ils sont judiciairement déclarés mentalement ou physiquement incapables d'exercer leurs fonctions. La Constitution refuse également explicitement aux organes ou organismes exécutifs tout pouvoir d'administrer des mesures disciplinaires à l'encontre des juges. Cependant, un juge de la Cour suprême peut être révoqué à la majorité lors d'un référendum; dont, doit avoir lieu lors de la première élection générale de la Chambre des représentants de la Diète nationale après la nomination du juge, et aussi la première élection générale pour tous les dix ans s'écouler par la suite. Les procès doivent être menés, avec jugement rendu, publiquement, à moins que la Cour « détermine à l'unanimité que la publicité est dangereuse pour l'ordre public ou les bonnes mœurs » ; à l'exception des procès pour délits politiques, délits impliquant la presse et cas dans lesquels les droits des personnes tels que garantis par la Constitution, qui ne peuvent être jugés et menés en privé. Les juges de la Cour sont nommés par le Cabinet, en attestation de l'Empereur, tandis que le Chef de la Justice est nommé par l'Empereur, après avoir été nommé par le Cabinet ; ce qui, en pratique, est connu pour être sous la recommandation de l'ancien juge en chef.
Le système juridique au Japon a été historiquement influencé par la loi chinoise ; se développant indépendamment au cours de la période Edo à travers des textes tels que Kujikata Osadamegaki. Il a cependant changé pendant la restauration Meiji, et est maintenant largement basé sur le droit civil européen ; notamment, le code civil basé sur le modèle allemand reste toujours en vigueur. Un système de quasi-jury est récemment entré en vigueur, et le système juridique comprend également une déclaration des droits depuis le 3 mai 1947. La collection des Six Codes constitue le corps principal de la loi écrite japonaise.
Toutes les lois statutaires au Japon doivent être tamponnées par l'empereur avec le sceau privé du Japon (天皇御璽), et aucune loi ne peut entrer en vigueur sans la signature du Cabinet, la contre-signature du Premier ministre et la promulgation de l'empereur,,,,.

### Cour Suprême

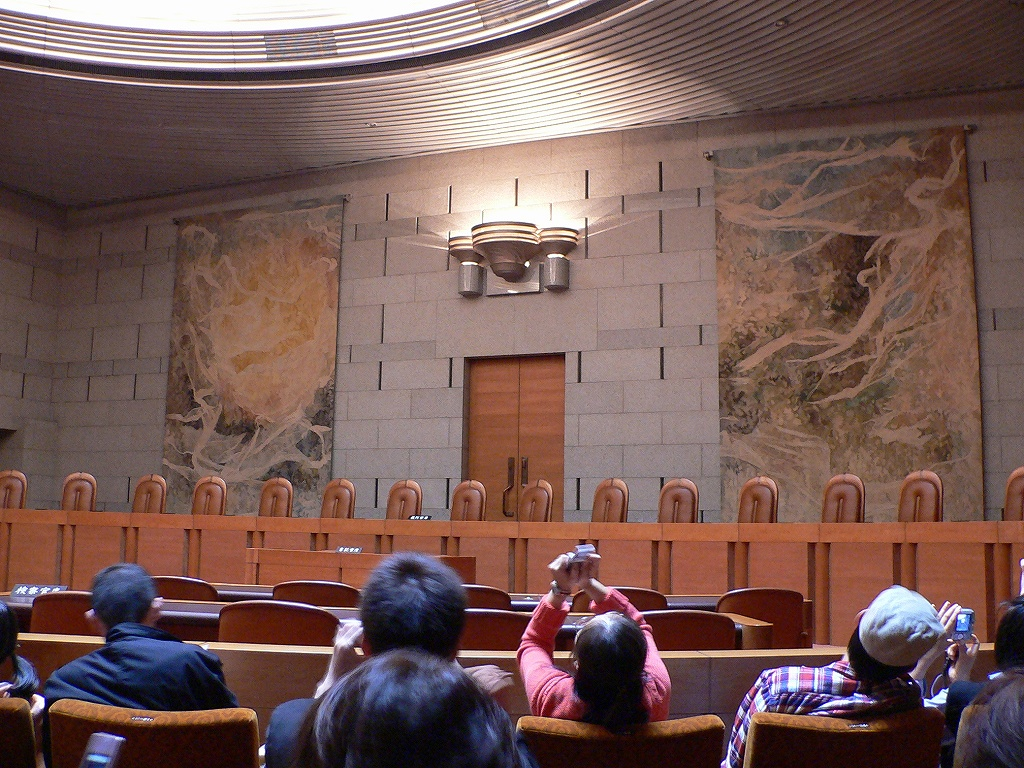
Le Grand Banc de la Cour suprême du Japon.

La Cour suprême du Japon (最高裁判所) est le tribunal de dernier recours et a le pouvoir de contrôle judiciaire ; tel que défini par la Constitution comme étant « le tribunal de dernier ressort ayant le pouvoir de déterminer la constitutionnalité de toute loi, ordonnance, règlement ou acte officiel ». La Cour suprême est également chargée de nommer les juges des juridictions inférieures et de déterminer les procédures judiciaires. Elle supervise également le système judiciaire, supervise les activités des procureurs et discipline les juges et autres personnels judiciaires.

### Haute Cour

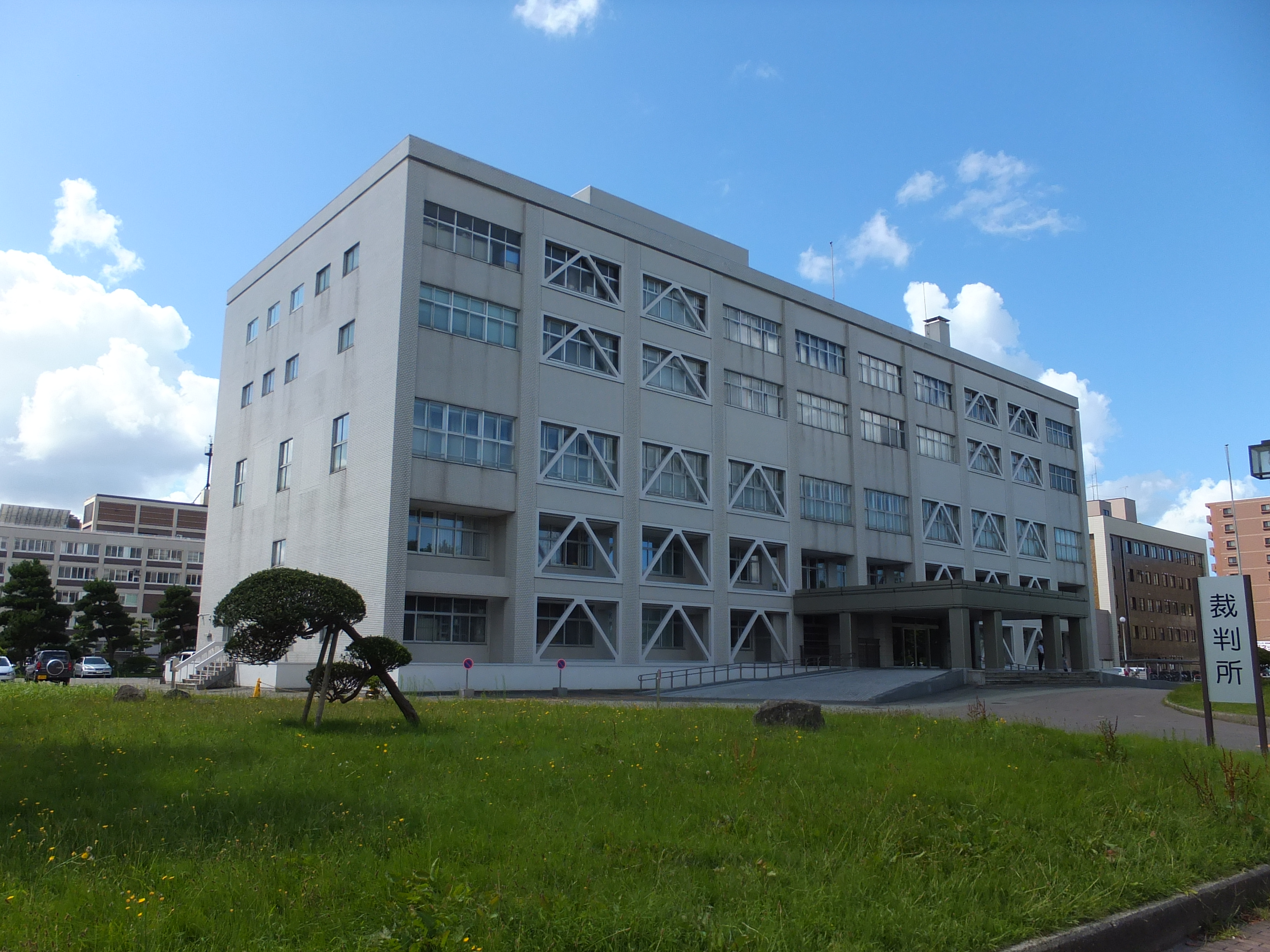
Tribunal de district d'Akita.

Les Hautes Cours du Japon (高等裁判所) ont compétence pour entendre les appels des jugements rendus par les tribunaux de district et les tribunaux de la famille, à l'exclusion des affaires relevant de la compétence de la Cour suprême. Les appels pénaux sont directement traités par les Hautes Cours, mais les affaires civiles sont d'abord traitées par les tribunaux de district. Il existe huit Hautes Cours au Japon : les Hautes Cours de Tokyo, Osaka, Nagoya, Hiroshima, Fukuoka, Sendai, Sapporo et Takamatsu.

### Système pénal
Le système pénal du Japon (矯正施設) est géré par le ministère de la Justice. Il fait partie du système de justice pénale et vise à resocialiser, réformer et réadapter les délinquants. Le Bureau correctionnel du ministère administre le système pénitentiaire pour adultes, le système correctionnel pour mineurs et trois des jugesd'orientation pour femmes, tandis que le Bureau de réadaptation gère les systèmes de probation et de libération conditionnelle.

## Gouvernement local

Divisions administratives du Japon

Selon l'article 92 de la Constitution japonaise, les gouvernements locaux du Japon (地方公共団体) sont des entités publiques locales dont le corps et les fonctions sont définis par la loi conformément au principe de l'autonomie locale,. La loi principale qui les définit est la loi d'autonomie locale,. La Constitution leur confère des pouvoirs exécutifs et législatifs limités. Les gouverneurs, les maires et les membres des assemblées sont constitutionnellement élus par les habitants.
Le ministère des Affaires intérieures et des Communications intervient de manière significative dans le gouvernement local, comme le font d'autres ministères. Cela se fait principalement sur le plan financier car de nombreux emplois des collectivités locales nécessitent des financements initiés par les ministères nationaux. C'est ce qu'on appelle « l'autonomie de trente pour cent » (三割自治, San-wari jichi).
Le résultat de ce pouvoir est un haut niveau de standardisation organisationnelle et politique entre les différentes juridictions locales leur permettant de préserver le caractère unique de leur préfecture, ville ou commune. Certaines des juridictions les plus collectivistes, telles que Tokyo et Kyoto, ont expérimenté des politiques dans des domaines tels que la protection sociale qui ont ensuite été adoptées par le gouvernement national.

### Autorités locales
La loi d'autonomie locale de 1947 ne reconnaît que deux niveaux de gouvernement local : les préfectures et les quatre types de municipalités (villes, arrondissements spéciaux de Tokyo, bourgs et villages), les secondes étant donc les subdivisions des premières. Toutefois, la loi permet dans certains cas le regroupement des communes en subdivisions intermédiaires, les sous-préfectures, qui n'ont généralement qu'un aspect purement administratif ou géographique, et absolument pas politique.

#### Premier niveau: les préfectures
Au premier niveau, le Japon est divisé en quarante-sept divisions administratives, les préfectures, qui se subdivisent ainsi : un district métropolitain (Tokyo), deux préfectures urbaines (Kyoto et Osaka), quarante-trois préfectures rurales, et un « district », Hokkaidō,.
Certaines préfectures peuvent être elles-mêmes sous-divisées en sous-préfectures (支庁, shichō) afin de servir de relais administratifs aux autorités publiques lorsque celles-ci ont à encadrer un territoire particulièrement vaste (Hokkaidō) ou très reculé (comme les îles Oki). Hokkaidō est la seule à être entièrement subdivisée en quatorze sous-préfectures. Ce ne sont cependant pas des entités politiques à proprement parler, n'ayant ni conseil, ni exécutif élu, leur rôle étant uniquement administratif.

#### Deuxième niveau: les municipalités
Au deuxième niveau, les préfectures du Japon sont elles-mêmes divisées en municipalités japonaises (市区町村, shikuchōson). Il en existe quatre types: les villes (市, shi), les bourgs (町, machi ou -chō), les villages (村, mura ou -son) et les arrondissements spéciaux de Tokyo (区, ku), tels que définis par la loi d'autonomie locale de 1947.
Les villes sont des unités autonomes administrées indépendamment des juridictions plus vastes dans lesquelles elles sont situées. Pour obtenir le statut de ville, une juridiction doit avoir au moins 500 000 habitants, dont 60 pour cent exercent des activités urbaines. Il existe des municipalités autonomes en dehors des villes ainsi que des circonscriptions urbaines. Comme les villes, chacune a son propre maire élu et sa propre assemblée. Les villages sont les plus petites entités autonomes des zones rurales. Ils sont souvent constitués de plusieurs hameaux ruraux de plusieurs milliers de personnes reliés entre eux par le cadre formellement imposé de l'administration villageoise. Les villages ont des maires et des conseils élus pour des mandats de quatre ans,.
En octobre 2016, on trouvait au Japon comptait 792 villes, 743 bourgs et 189 villages, pour un total de 1 724. En ajoutant les 23 arrondissements spéciaux de Tokyo, le nombre total de municipalités au Japon était donc de 1 747.

### Infrastructure du gouvernement local
Chaque juridiction a un directeur général, appelé gouverneur (知事, chiji) dans les préfectures et maire (市町村長, shichōsonchō) dans les municipalités. La plupart des juridictions ont également une assemblée monocamérale (議会, gikai), bien que les villes et les villages puissent opter pour une gouvernance directe par les citoyens dans une assemblée générale (総会, sōkai). L'exécutif et l'assemblée sont élus par le vote populaire tous les quatre ans,,.
Les gouvernements locaux suivent une version modifiée de la séparation des pouvoirs utilisée dans le gouvernement national. Une assemblée peut émettre un vote de défiance à l'égard de l'exécutif, auquel cas l'exécutif doit soit dissoudre l'assemblée dans les dix jours, soit perdre automatiquement ses fonctions. Après les prochaines élections, cependant, l'exécutif reste en fonction à moins que la nouvelle assemblée n'adopte à nouveau une résolution de défiance.
Les principales méthodes de législation locale sont les ordonnances locales (条例, jōrei) et les réglementations locales (規則, kisoku). Des ordonnances, similaires aux lois du système national, sont adoptées par l'assemblée et peuvent imposer des sanctions pénales limitées en cas de violation (jusqu'à 2 ans de prison et/ou 1 million de yens d'amende). Les règlements, similaires aux arrêtés ministériels dans le système national, sont adoptés unilatéralement par l'exécutif, sont remplacés par des ordonnances contradictoires et ne peuvent imposer qu'une amende pouvant aller jusqu'à 50 000 yens.
Les gouvernements locaux ont aussi généralement plusieurs comités tels que les conseils scolaires, les comités de sécurité publique (responsables de la surveillance de la police), les comités du personnel, les comités électoraux et les comités de vérification. Ceux-ci peuvent être directement élus ou choisis par l'assemblée, l'exécutif ou les deux.
Toutes les préfectures sont tenues de maintenir des départements des affaires générales, des finances, du bien-être, de la santé et du travail. Les départements de l'agriculture, des pêches, des forêts, du commerce et de l'industrie sont facultatifs, en fonction des besoins locaux. Le gouverneur est responsable de toutes les activités soutenues par la fiscalité locale ou le gouvernement national,.